# 巨雌光萤
巨雌光萤（学名：Rhagophthalmus giganteus）鞘翅目雌光萤科雌光萤属的一种昆虫，主要分布于缅甸和泰国，2021年在中国四川省都江堰市赵公山也发现巨雌光萤分布。
其种加词“Giganteus”意为“巨大的”。